# Tempelherrenhaus (Weimar)

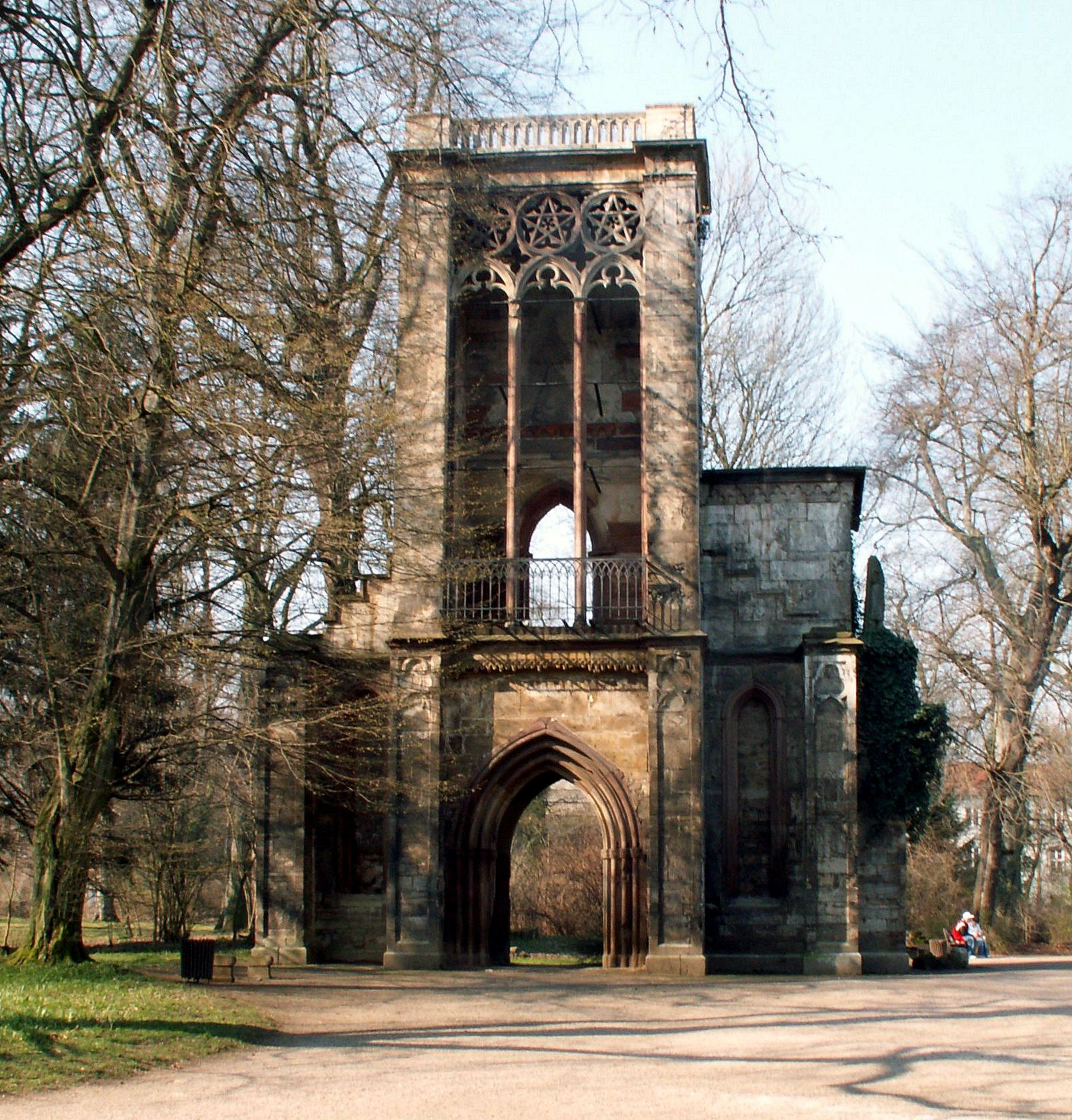
Ruine des Tempelherrenhauses (2007), zerstört 1945

Das Tempelherrenhaus war ein Veranstaltungsort in Weimar, der im 18. Jahrhundert aus einer Orangerie hervorgegangen ist. Nach Bombentreffern während der Luftangriffe auf Weimar, am 9. Februar und am 31. März 1945, ist es heute nur noch eine Ruine.

## Geschichte

Georg Melchior Kraus: Gotische Kapelle von 1798.

Im Park an der Ilm in Weimar wurde 1786/1787 im Zuge der Umgestaltung des Parks, wobei der vormalige Welsche Garten in den Park einbezogen wurde, ein altes Gewächshaus, das Alte Orangenhaus zu einem romantischen Salon im Park für den herzoglichen Hof umgebaut. Der Umbau erfolgte nach einem Entwurf von Johann Friedrich Rudolf Steiner. Es befindet sich unweit des Römischen Hauses. Das auch als Gotische Kapelle bezeichnete Gebäude wurde 1798 von Georg Melchior Kraus 1798 laut Birgit Knorr als colorierte Radierung ausgeführt. Diese colorierte Radierung von Kraus hatte wiederum als Aquarell über Feder in Braun Adolph Friedrich Rudolph Temler kopiert. Die Anregung für diesen Bau hatte Carl August vom Gotischen Haus im Wörlitzer Park empfangen.
Hier fanden gesellige Veranstaltungen, kleine Empfänge, Ausstellungen und Konzerte statt. Die vier hölzernen lebensgroßen Skulpturen von dem Hofbildhauer Martin Gottlieb Klauer, die ab 1788 die oberen Dachecken des Salons schmückten, stellten Tempelherren dar, woraus sich der Name ableitet. Tatsächlich hatte wenige Jahre zuvor, genau 1782 die sich auf diese berufende Loge Anna Amalia zu den drei Rosen ihre Arbeit eingestellt, und erst 1808 ihre Arbeit wieder aufgenommen. 1818 wurden die hölzernen durch Figuren aus Sandstein von Johann Peter Kaufmann ersetzt. Die Klauerschen Tempelherren kamen in das Innere des 1811 den alten Salon ersetzenden turmlosen neugotischen und von 1821 bis 1823 abermals umgebauten Gewächshauses, welches nun als Sommerhaus für die herzogliche Familie dienen sollte. Der Architekt Carl Friedrich Christian Steiner errichtete diese beziehungsweise besorgte die Umbauten. Von den Steinfiguren befindet sich ein Torso noch in situ, während die anderen vier im Innern des Römischen Hauses aufgestellt sind. Eine Figur ist insgesamt nicht mehr erhalten. Zumindest eine der hölzernen Tempelherrenfiguren Klauers ist aber noch erhalten und befindet sich im Bestand des Goethe-Nationalmuseum (Weimar) mit der Inv.-Nr. KPl/00599 und ist auch ausgestellt. In einer Publikation über den Ilmpark von 2021 steht: 1823 schuf der Bildhauer Peter Kaufmann zwei Statuen für die Eckpfeiler der Südwand des Salons; außerdem wurde er mit der Nachbildung der vier stark verwitterten hölzernen Tempelherren beauftragt. Drei der neu aufgestellten Sandsteinskulpturen stammen von Kaufmann und eine von August Ranitsch.  Demnach waren es also sechs Figuren. Seit ca. 1820 hatte sich die Bezeichnung Tempelherrenhaus eingebürgert. Nach dem Umbau zu einem neugotischen Salon unter dem Architekten Carl Friedrich Christian Steiner zwischen 1821 und 1823 und dem Anbau eines Turms 1816, diente es als Sommerhaus für die herzogliche Familie. Der Anbau des Turms kam auf Anraten Johann Wolfgang von Goethes zustande. Mit diesem Umbauten wurde das Tempelherrenhaus zum jüngsten Architekturelement des Ilmparks in klassischer Zeit. Von 1853 bis 1865 befand sich im Innern des Tempelherrenhauses eine über 10 Tonnen schwere Kolossalplastik Goethe und Psyche von Carl Steinhäuser, die sich heute im Museum Neues Weimar befindet. Ihre aufwendige Translozierung wurde am Terrakottenfries am Stegmannschen Haus thematisiert, in dem auf einem Holzwagen Putten diese Statue ziehen. An der Nordseite der Ruine befindet sich ein Wappen. Ein anderes des Grafen Ludwig III. von Gleichen befindet sich an der künstlichen Ruine. Bei dem Wappen am Tempelherrenhaus handelt es sich aller Wahrscheinlichkeit nach um ein Phantasiewappen, wo allein die Kreuze den Verweis auf die Templer suggerieren. Eine echte konkrete heraldische Zuordnung zu konkreten Person Wappenträgern ist nicht möglich, auch keine als Phantasiewappen. Vielleicht waren sie den Tempelherren zugeordnet, mit deren Standorten sich die Anbringungsorte der Wappen alternierend abwechselten und welche ebenfalls Phantasiewesen und keine konkreten Personen darstellen.
Später wurde es als Konzertsaal unter anderem von Ferruccio Busoni und Franz Liszt sowie als Atelier des Bauhauses verwendet. Zu den Bauhausmeistern, denen es als Atelier diente, gehörte Johannes Itten. Es sind rauschende Feste des Bauhauses verbürgt. Das Tempelherrenhaus wird oft mit der künstlichen Ruine verwechselt. Doch damit hat das Tempelherrenhaus nichts zu tun. Dieser Zustand hat eine andere, spätere Ursache.

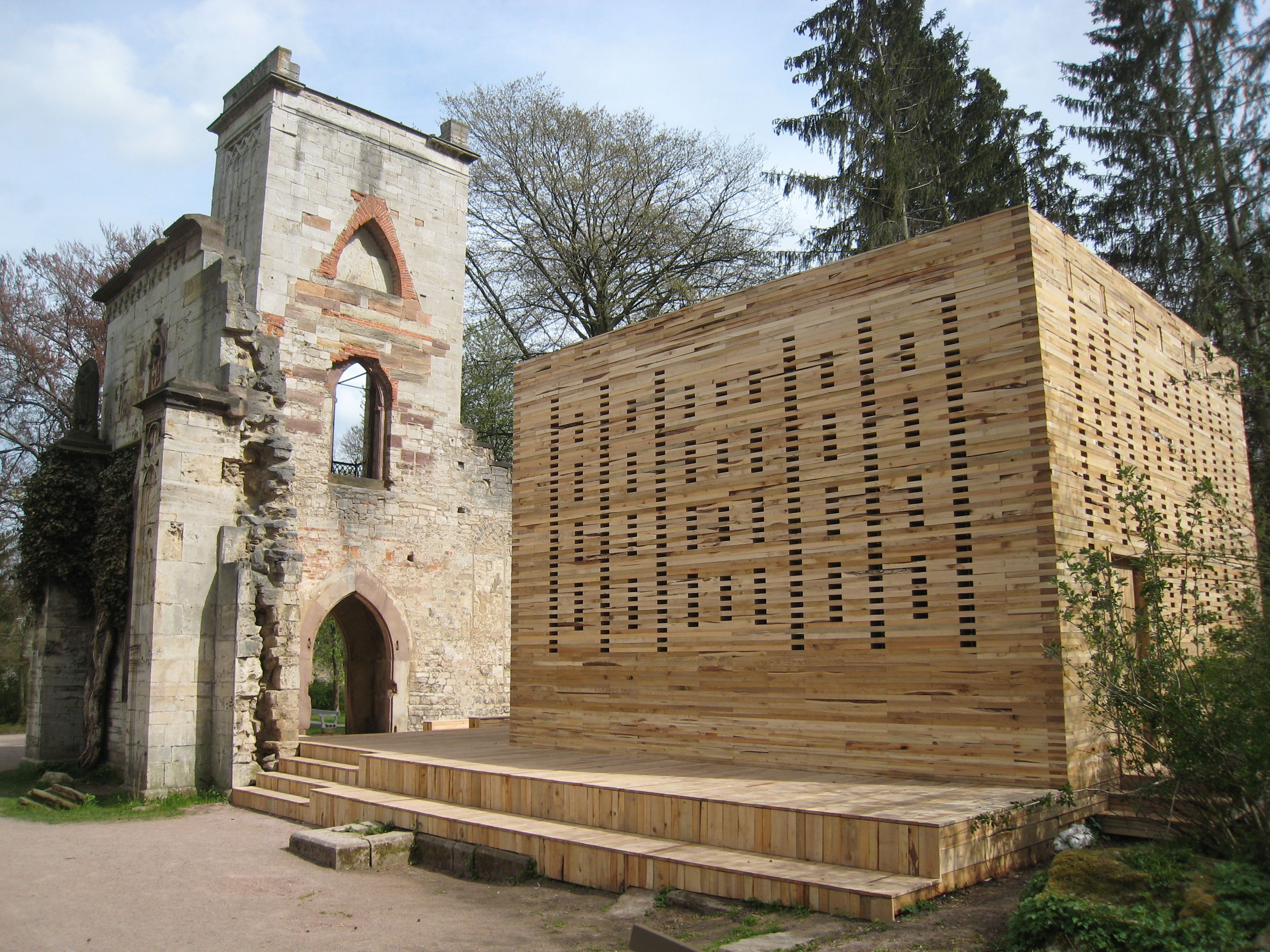
Tempelherrenhaus mit Holzhaus (2021)

Im Februar und März 1945, zum Ende des Zweiten Weltkriegs, fiel das Haus Luftangriffen auf Weimar zum Opfer. Übrig blieb nur der 1816 entstandene Turm nach einem Entwurf, der vermutlich von Johann Wolfgang von Goethe selbst stammte. Von den Figuren, die Kaufmann schuf, blieb nur ein einziger Torso an derselben Stelle erhalten. Die anderen vier befinden sich seit April 2012 im Kellergeschoss des Römischen Hauses in dem Bereich, der die Geschichte des Ilmparks zeigt. Ein Wiederaufbau nach dem Kriege unterblieb. Nur die Turmruine wurde 1998 restauriert. Allerdings gibt es Pläne für einen Wiederaufbau. Eine derartige Ausführung aus Holz steht seit 2021. Dieses nennt sich Das Grüne Labor. Dieser hölzerne Pavillon ist allerdings nur eine temporäre Installation.

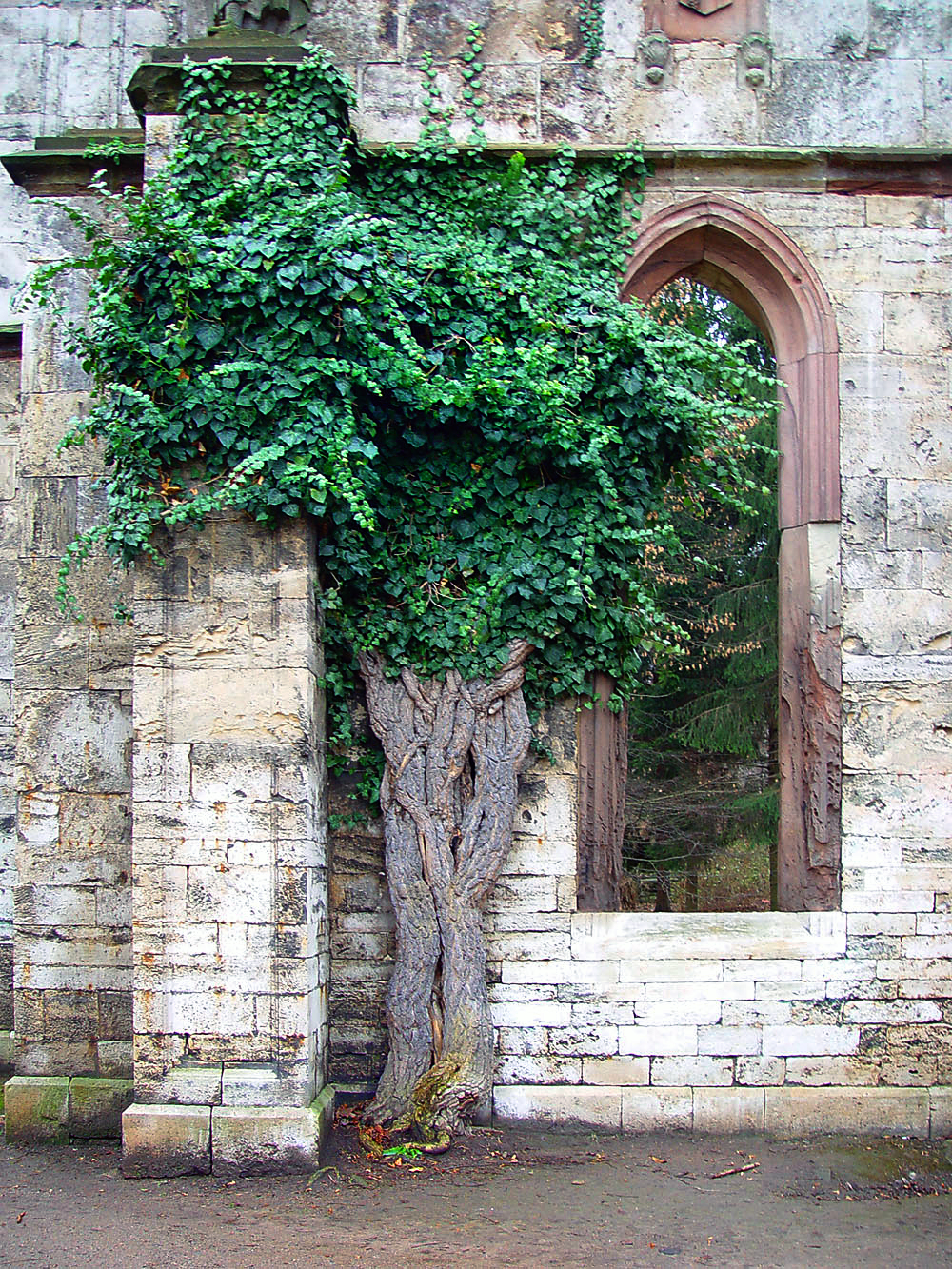
Alter Efeu an Tempelherrenhaus

Erwähnenswert ist an dem Turm ein sehr alter Efeu neben dem Spitzbogenfenster und einem Pfeiler, auf dessen oberer Plattform der erwähnte Torso steht. Auch auf dem gegenüberliegenden Pfeiler hat einst eine Figur gestanden.

## Rezeption

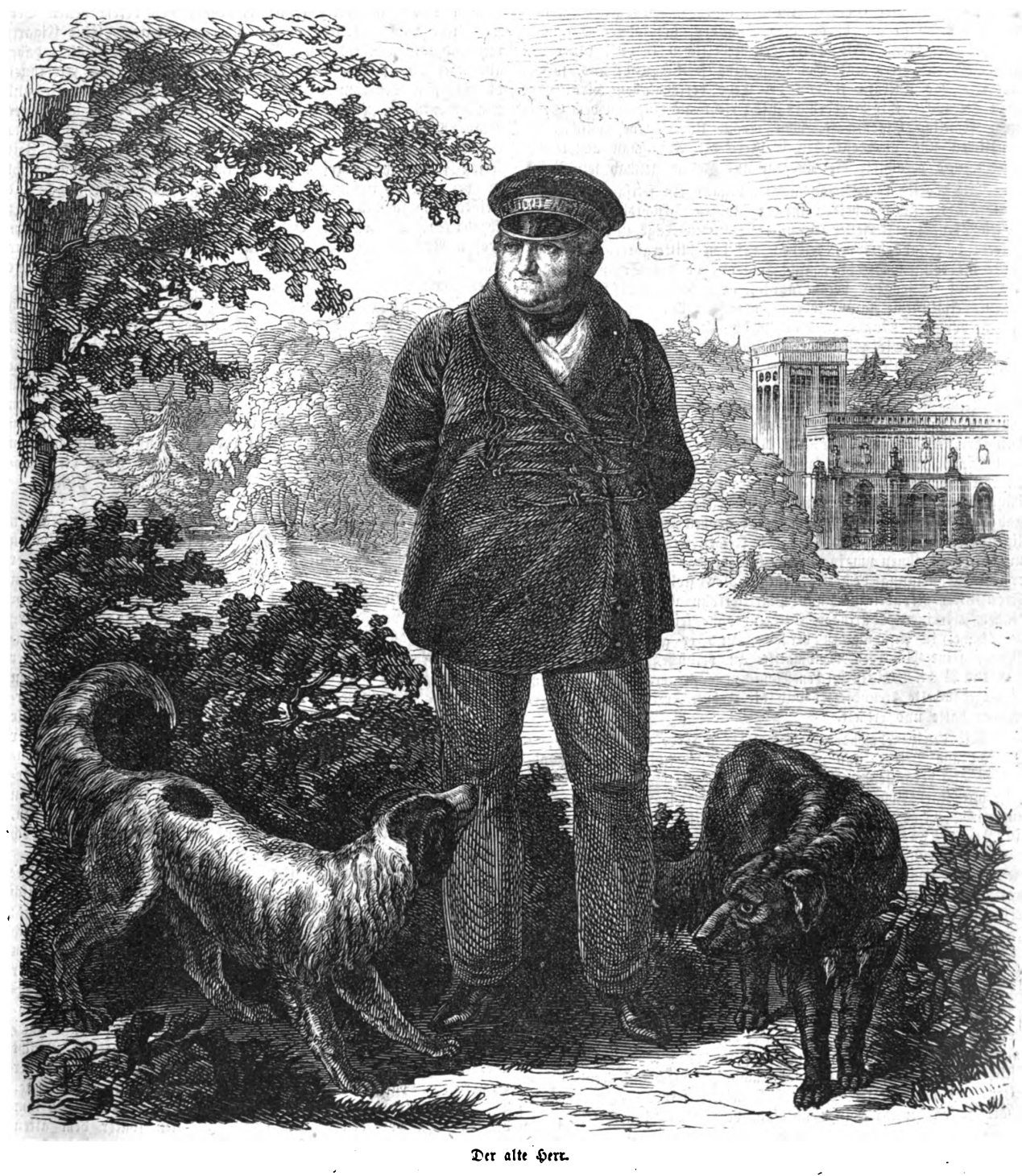
Carl August von Sachsen-Weimar-Eisenach mit seinen Hunden im Ilmpark unweit des Tempelherrenhauses

Der Musiker Moby war von dem Anblick offenbar so stark beeindruckt, dass er das Cover zur Single The right thing mit einer von ihm selbst gemachten Aufnahme des Tempelherrenhauses versehen hatte. Das wurde auch in den Medien erwähnt. Das Motiv fand bereits vor der Zerstörung im Zweiten Weltkrieg Verwendung als Postkarte. Die Rezeption begann jedoch bereits im frühen 19. Jahrhundert. Es gibt einen colorierten Kupferstich aus dem Jahr 1824, der im Vordergrund den Großherzog Carl August mit zwei Hunden und im Hintergrund das Tempelherrenhaus zeigt. Dieser Kupferstich wiederum fand in der illustrierten Zeitung Die Gartenlaube von 1854 seinen Eingang.